# Kout na Šumavě
Kout na Šumavě es una localidad del distrito de Domažlice en la región de Pilsen, República Checa, con una población estimada a principio del año 2018 de 1132 habitantes. 
Se encuentra ubicada al oeste de la región, en la cuenca hidrográfica del río Berounka —un afluente izquierdo del río Moldava que, a su vez, lo es del Elba— y cerca de la frontera con el estado alemán de Baviera.